# Monmouth (Wales)
Monmouth [ˈmɒnməθ] (walisisch Trefynwy ‚Stadt des Monnow‘; in der Antike Blestium) ist eine Stadt in Süd-Ost-Wales und Kreisstadt des historischen Landkreises Monmouthshire. Seit 1986 besteht eine Gemeindepartnerschaft mit Waldbronn nahe Karlsruhe.

## Listed Buildings
Zahlreiche Bauwerke in der Stadt wurden von Cadw in die Statutory List of Buildings of Special Architectural or Historic Interest aufgenommen, darunter im Grade I das Great Castle House, das Monmouth Castle, die Monnow Bridge, die Shire Hall und im Grade II* die Gebäude 1-6 und 12-16 St Mary’s Street, Agincourt House, The Beaufort Arms Hotel, Chapel House, die Clawdd-du Bridge, Cornwall House, Drybridge House, Glendower House, Kings Head Hotel, Lord Nelson’s Seat, Monmouth Priory, Old Nag’s Head, The Robin Hood Inn, das Roundhouse auf The Kymin, Royal George Hotel, St Mary’s Priory Church, St Thomas’ Church, das Savoy Theatre, die Market Hall, die Statue of Charles Rolls, Wesleyan Methodist Chapel, The White Swan Inn.

## Söhne und Töchter der Stadt
- Geoffrey von Monmouth (1100–1154), britischer Geistlicher und Gelehrter
- Heinrich V. (1387–1422), Prince of Wales, König von England
- Reginald Brooks-King (1861–1938), britischer Bogenschütze
- Richard Pearson (1918–2011), Schauspieler
- David Nash (1939–2016), britischer Rugbyspieler
- Saul David (* 1966), britischer Historiker

## MonmouthpediA

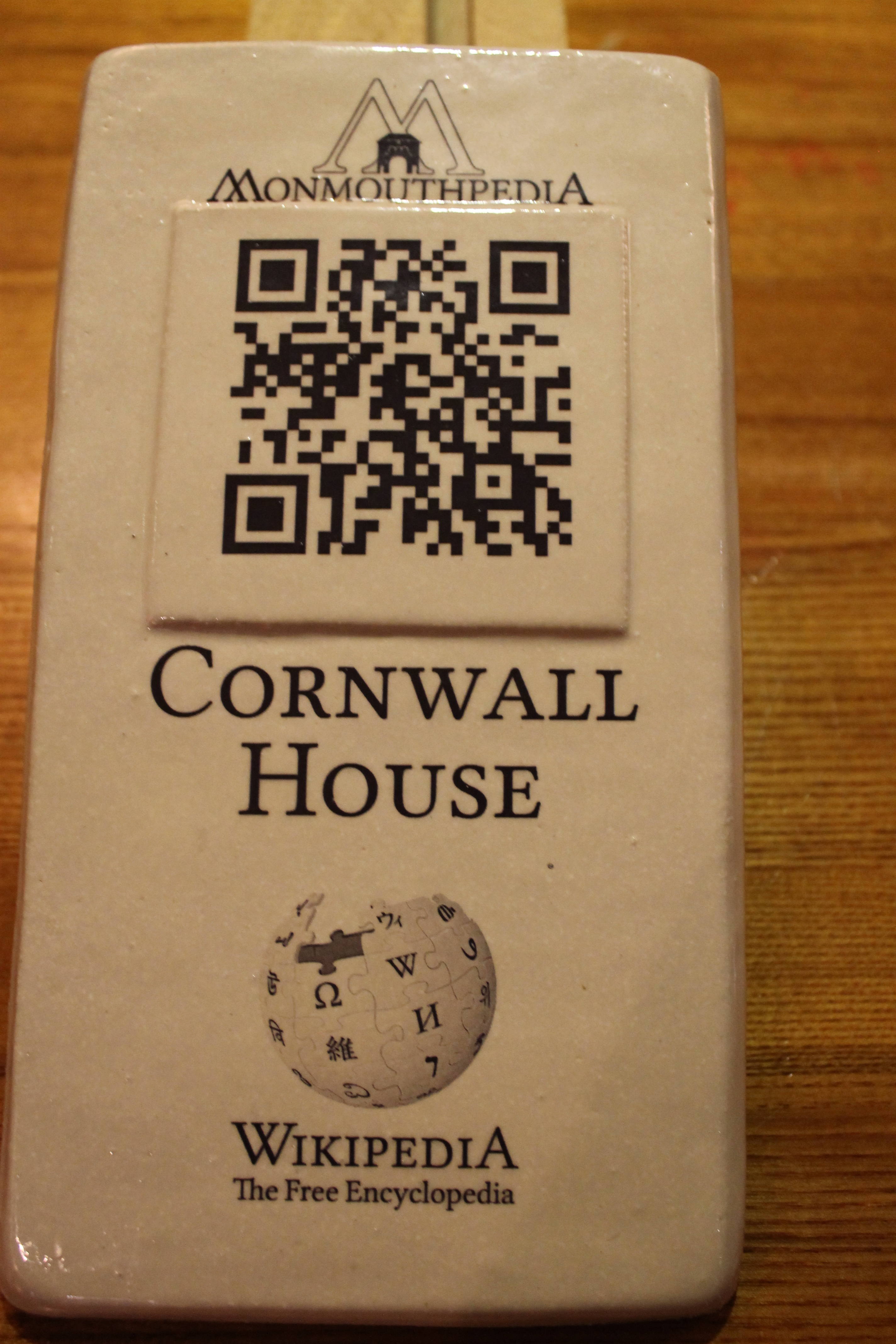
QR-Code-Tafel

MonmouthpediA ist ein Projekt zur Verlinkung der Kleinstadt mit der Wikipedia. Dort sind seit dem 19. Mai 2012 nahezu alle Gebäude der Stadt mit QR-Codes ausgestattet („MonmouthpediA“), die auf weiterführende Wikipedia-Beiträge verweisen. Für die Nutzer bedeutet Monmouthpedia eine neue Art, um Städte und Gegenden touristisch zu erkunden. Wer an interessanten Gebäuden und Orten vorbeikommt, kann einfach den entsprechenden QR-Code einscannen und wird auf die passende Info-Seite verlinkt – optimalerweise sogar in der eigenen Sprache.
Teil des Projektes ist auch, dass die Stadt flächendeckend mit kostenlosem WLAN ausgestattet wurde.